# Mikael Knip
Jan Mikael Knip, född 28 september 1950 i Kvevlax, är en finländsk läkare,  specialist i pediatrik och pediatrisk endokrinologi.
Knip blev medicine och kirurgie doktor 1983 och var professor i pediatrik vid Tammerfors universitet 1996–2000. År 2000 utnämndes han till professor i pediatrik vid Helsingfors universitet.
Knip har koncentrerat sin forskning på diabetes hos barn och ungdomar. Hans rön har gett nya kunskaper om hur typ 1-diabetes uppkommer hos barn. År 2017 erhöll han Matti Äyräpää-priset.